# 宫磊
宮磊（Gong Lei，1965年10月15日—），出生於北京，前广西蓝航主教练，已退役中國足球運動員，前國青隊隊長。

## 球員生涯
出身於北京隊，1985年，宮磊擔任國青隊隊長，參加在前蘇聯舉行的世青盃足球賽，以分組賽首名成績晉身八強，被東道主蘇聯淘汰出局，八強止步，是國青隊至今最佳成績。
1990年，宮磊去到南太平洋的法国属地大溪地，加盟當地班霸球隊皮萊，協助球隊奪得3次聯賽冠軍及3次盃賽錦標，於1994年及1995年，兩度成為足球先生及神射手。1993年，更獲得大溪地代表隊教練提名為世界足球先生候選人。
1997年，離開效力七年的大溪地球隊皮萊，加盟加拿大球隊多倫多山貓，在北美聯賽休季期間，短暫效力香港甲組足球聯賽球會南華，1998年夏天，再到加拿大轉投多倫多奧林比亞。
1999年返回中國，先後效力過北京寬利與天津名特兩支球隊。

## 教練生涯
2003年，擔任中甲球會甘肅天馬教練，曾與英格蘭著名球星加斯居尼短暫合作，至4月離職。
2007年，擔任中超球會陝西滻灞助教，2009年8月27日，主教練成耀東辭職，宮磊接手擔任球隊執行教練。
2012年12月17日，贵州人和主教练高洪波辞职，宫磊再次担任球队的执行主教练。
2014年4月23日，贵州茅台官方宣布宫磊下课，卸任后将担任贵州队副总经理，朱炯将接替宫磊担任球队主帅一职。
2015年7月8日，贵州茅台俱乐部官方宣布宫磊重新回到球队出任主教练。李春满将继续担任球队助理教练兼领队，辅佐宫磊。

## 其它
宮磊精通法語，从2002年起他就担任中央电视台足球解说嘉宾。

## 榮譽

### 俱乐部
- 北京队
  - 中国足球甲级联赛冠军：1984
  - 中国足协杯冠军:1985

- AS皮莱 
  - 塔希提足球甲级联赛冠军：1991、1993、1994
  - 塔希提杯冠军：1994、1996
  - 塔希提冠军杯冠军：1996
  - 玻里尼西亚杯冠军：1994 1996

- 贵州人和
  - 中国足协杯冠军：2013

### 国家队
- 中国国青队
  - 亚足联U19青年锦标赛冠军：1985

### 个人
- 1993年世界足球先生候選人
- 1994年、1995年大溪地足球先生
- 1994年、1995年大溪地足球聯賽神射手

## 外部連結
- 陝西中新滻灞球會官方網頁